# Büyükçekmece

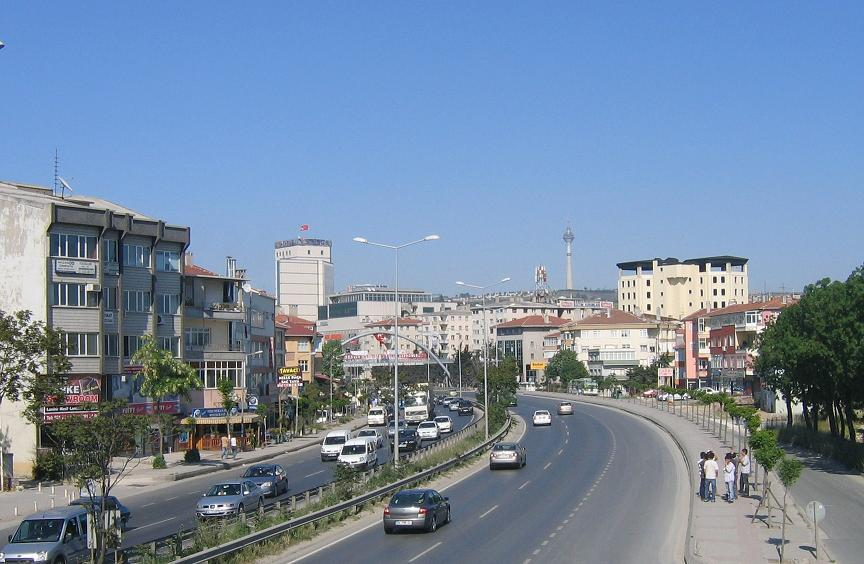
Vista do distrito de Büyükçekmece

Büyükçekmece é um distrito de Istambul, na Turquia, situado na parte europeia da cidade. Conta com uma população de 163 140 habitantes (2008). Sua sede homônima, durante a Antiguidade, foi conhecida como Atira.

## Cidades irmanadas
- Gelsenkirchen, Alemanha (desde 2004).
- Salta, Argentina (desde 2000).